# Qubaybat Abu al-Huda
Qubaybat Abu al-Huda (tiếng Ả Rập: قبيبات أبو الهدى) là một ngôi làng Syria nằm trong tiểu khu Suran ở quận Hama. Theo Cục Thống kê Trung ương Syria (CBS), Qubaybat Abu al-Huda có dân số 402 trong cuộc điều tra dân số năm 2004.